# Тригидроселенит натрия
Тригидроселени́т на́трия — неорганическое соединение,
кислая соль натрия и селенистой кислоты 
с формулой NaH3(SeO3)2,
бесцветные кристаллы,
растворяется в воде.

## Получение
- Реакция начащенных водных растворов селенистой кислоты и карбоната натрия:

{\displaystyle {\mathsf {4H_{2}SeO_{3}+Na_{2}CO_{3}\ {\xrightarrow {}}\ 2NaH_{3}(SeO_{3})_{2}+CO_{2}+H_{2}O}}}

## Физические свойства
Тригидроселенит натрия образует бесцветные кристаллы моноклинной сингонии, пространственная группа P 21/n, параметры ячейки a = 1,03428 нм, b = 0,48372 нм, c = 0,57876 нм, β = 91,162°, Z = 2.
Хорошо растворяется в воде.

## Применение
- Сегнетоэлектрик.